# Eucalyptus paniculata
Eucalyptus paniculata är en myrtenväxt som beskrevs 1797 av James Edward Smith. Arten ingår i släktet Eucalyptus och familjen myrtenväxter. Växten är endemisk för New South Wales i Australien och inga underarter finns listade i Catalogue of Life.

## Bildgalleri

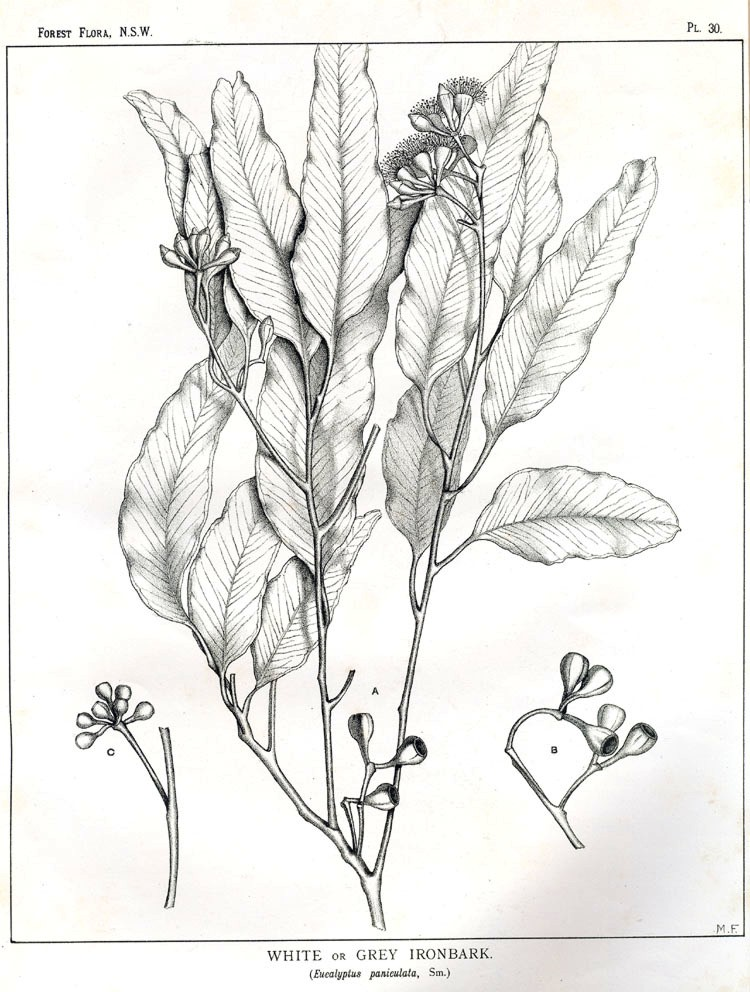
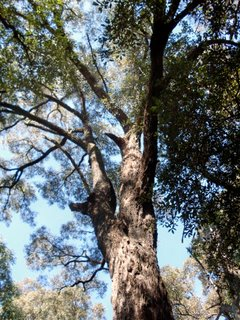